# Мягкотелка тёмная
Мягкотелка тёмная (лат. Cantharis obscura) — вид жуков-мягкотелок.

## Описание
Длина тела взрослых насекомых (имаго) 9—13 мм. Передние и задние края переднеспинки чёрные. Второй членик усиков немного короче третьего. Ноги чёрные.

## Распространение
Вид встречается по всей Европе, включая европейскую часть России и Западной Сибири